# Conus garywilsoni
Espèce
Conus garywilsoni est une espèce de mollusques gastéropodes marins de la famille des Conidae.
Comme toutes les espèces du genre Conus, ces escargots sont prédateurs et venimeux. Ils sont capables de « piquer » les humains et doivent donc être manipulés avec précaution, voire pas du tout.

## Description
La taille d'une coquille adulte varie entre 15 mm et 21 mm.

## Distribution
Cette espèce marine est endémique à l'Australie et peut être trouvée au large du Cap Nord-Ouest, Australie-Occidentale.

## Taxonomie

### Publication originale
L'espèce Conus garywilsoni a été décrite pour la première fois en 2004 par les malacologistes Felix Lorenz (d) et Hugh Morrison dans la publication intitulée « La Conchiglia »,.

### Synonymes
- Calamiconus garywilsoni (Lorenz & H. Morrison, 2004) · non accepté
- Conus (Lividoconus) garywilsoni Lorenz & H. Morrison, 2004 · appellation alternative

## Identifiants taxonomiques
- Ressources relatives au vivant :   - Australian Faunal Directory
  - Global Biodiversity Information Facility
  - Interim Register of Marine and Nonmarine Genera
  - World Register of Marine Species

Chaque taxon catalogué par les bases de données biologiques et taxonomiques possède un identifiant qui permet d'établir un point de référence. Les identifiants de Conus garywilsoni dans les principales bases sont les suivants :
AFD : Conus_(Lividoconus)_garywilsoni - CoL : 5ZXR9 - GBIF : 5728177 - IRMNG : 11697419 - WoRMS : 389129